# RNASEH2A
RNASEH2A (англ. Ribonuclease H2 subunit A) – білок, який кодується однойменним геном, розташованим у людей на короткому плечі 19-ї хромосоми. Довжина поліпептидного ланцюга білка становить 299 амінокислот, а молекулярна маса — 33 395.
| 10         |  | 20         |  | 30         |  | 40         |  | 50         |
| ---------- |  | ---------- |  | ---------- |  | ---------- |  | ---------- |
| MDLSELERDN |  | TGRCRLSSPV |  | PAVCRKEPCV |  | LGVDEAGRGP |  | VLGPMVYAIC |
| YCPLPRLADL |  | EALKVADSKT |  | LLESERERLF |  | AKMEDTDFVG |  | WALDVLSPNL |
| ISTSMLGRVK |  | YNLNSLSHDT |  | ATGLIQYALD |  | QGVNVTQVFV |  | DTVGMPETYQ |
| ARLQQSFPGI |  | EVTVKAKADA |  | LYPVVSAASI |  | CAKVARDQAV |  | KKWQFVEKLQ |
| DLDTDYGSGY |  | PNDPKTKAWL |  | KEHVEPVFGF |  | PQFVRFSWRT |  | AQTILEKEAE |
| DVIWEDSASE |  | NQEGLRKITS |  | YFLNEGSQAR |  | PRSSHRYFLE |  | RGLESATSL  |

A: Аланін

C: Цистеїн

D: Аспарагінова кислота

E: Глутамінова кислота

F: Фенілаланін

G: Гліцин

H: Гістидин

I: Ізолейцин

K: Лізин

L: Лейцин

M: Метіонін

N: Аспарагін

P: Пролін

Q: Глутамін

R: Аргінін

S: Серин

T: Треонін

V: Валін

W: Триптофан

Кодований геном білок за функціями належить до гідролаз, нуклеаз, ендонуклеаз, фосфопротеїнів. 
Задіяний у такому біологічному процесі, як ацетилювання. 
Білок має сайт для зв'язування з іонами металів. 
Локалізований у ядрі.